# Jürgen Staks
Jürgen A. R. Staks (* 9. Oktober 1941 in Konitz, Westpreußen; † 20. Dezember 2022) war ein deutscher Diplomat und Botschafter.

## Leben
Nach einer Reserveoffizierausbildung bei der Bundeswehr, bei der er den Dienstgrad eines Obersts d. R. erreichte, folgte ein Studium der Rechtswissenschaften an den Universitäten von Frankfurt am Main und Berlin sowie ein Studium an der Hochschule für Verwaltungswissenschaften in Speyer. Zur Finanzierung des Studiums arbeitete er u. a. als Junior Travel Agent bei der Lufthansa in den USA und der Türkei. Er war Mitglied der Studentenverbindungen Burschenschaft Falkenstein Frankfurt, Schwarzburgverbindung Sedinia Greifswald, Burschenschaft Salingia Berlin und Schwarzburgverbindung Marienburg Königsberg Essen, alle im SB.
Nach dem Eintritt in den Auswärtigen Dienst 1972 folgten Verwendungen an den Botschaften in Polen und Libyen (Wirtschaftsreferent). Während der Zeit in Libyen erfolgte im April und Mai 1974 ein Sondereinsatz an der Deutschen Botschaft im Tschad als Mitglied eines Sonderverhandlungsteams zur Befreiung von deutschen Geiseln aus der Gewalt der „Chadian Rebel Forces“ in der Zentralsahara. Später folgten Verwendungen am Deutschen Generalkonsulat in Atlanta (Konsul) sowie im Referat für „Ost- und Südafrika“ im Auswärtigen Amt in Bonn. Von 1983 bis 1984 war Staks Ständiger Vertreter des Botschafters in Kuba. Danach war er bis 1988 als Vortragender Legationsrat und Stellvertretender Leiter des Referats 011 (Parlaments- und Kabinettsreferat) enger Mitarbeiter im Leitungsstab um den damaligen Bundesaußenminister Hans-Dietrich Genscher. Von Mai bis Juni 1988 war er „Trainee“ im Privatbüro des damaligen Generalsekretärs der NATO Lord Carrington. Anschließend war er bis 1989 Leiter des Stabes von dessen Nachfolger als NATO-Generalsekretär Manfred Wörner. Nach einer kurzzeitigen Verwendung 1989 als Ständiger Vertreter des Botschafters in Peru war er von 1989 bis 1992 Leiter der Politischen Abteilung an der Deutschen Botschaft in der Volksrepublik China. Von Mai 1992 bis November 2000 war Jürgen Staks Leiter des Referats 310 (Südostasien, Australien, Neuseeland und Pazifik) im Auswärtigen Amt sowie anschließend als Vortragender Legationsrat 1. Klasse von November 2000 bis Februar 2001 Leiter des Referats 311 (Regionalorganisationen in Asien (ASEAN, ASEAN Regional Forum, ASEM und APEC)) des Auswärtigen Amtes. Danach war Staks bis 2004 Botschafter der Bundesrepublik Deutschland in Kuala Lumpur (Malaysia). Anschließend leitete er bis zu seiner Versetzung in den Ruhestand im Jahre 2006 die Deutsche Botschaft in Zagreb (Kroatien).

## Sonstige Tätigkeiten
Im November 1994 war Jürgen Staks Gastwissenschaftler an der Research School of Pacific and Asia Studies der Australia National University in Canberra. Jürgen Staks war bis Februar 2001 Mitglied des Vorstandes Deutschen Gesellschaft für Asienkunde e. V. Hamburg.